# Yannick B. Gélinas
Pour les articles homonymes, voir Gélinas.
Yannick B. Gélinas, née en 1974 en Montérégie, est une vidéaste, artiste en arts numériques et poète québécoise,.

## Biographie
Yannick B. Gélinas est née en 1974 en Montérégie. Elle détient un baccalauréat en communication et une maîtrise de recherche-création en multimédia de l'Université du Québec à Montréal.
Gélinas réalise des documentaires, reportages et projets multimédias depuis 1998. Elle a travaillé sur de nombreux projets notamment pour l'Office National du Film du Canada, le Conseil des arts de Montréal, Silence On Court!, la Société des Arts Technologiques, la Ville de Montréal, le Grand Prix du Conseils des arts de Montréal et le Labo NT2 de l'Université du Québec à Montréal,.
Elle a réalisé plusieurs œuvres interactives inspirées par le plaisir de vivre: « Sa philosophie de mordre la vie est le sujet central de ses œuvres. Fascinée par la danse et la poésie, elle réalise vidéos et œuvres multimédias qui recoupent sa passion »,.
Elle a publié deux recueils de poésie interactive chez Planète rebelle, Mordre; suivi de Parenthèse, en 2000, et L'emportement; suivi de Plaisirs, le film en 2006, tous deux des « portraits vidéo et de textes poétiques où l'auteure se livre dans une poésie du quotidien». L'Agence TOPO distribue ces deux publications de Planète rebelle, vu les projets multimédias qu'ils comportent.
Elle a également réalisé un essai multimédia, Uamh an Oir - Cave of Gold, portant sur les légendes et chansons traditionnelles et la culture gaéliques en 2000. Gélinas a réalisé ce projet d'adaptation d'un film d'art en version interactive pour cédérom en Écosse, projet qui fut distribué par le réseau d'héritage culturel écossais SCRAN .
Elle a collaboré avec le chorégraphe Paul-André Fortier, en réalisant en 2008 le documentaire Journal d'un danseur nomade qui relate le périple de danse du chorégraphe avec son solo 30x30 de Montréal à NewCastle en passant par le Japon.
En 2013, elle obtient le Prix Gémeaux du meilleur documentaire en culture pour son documentaire From Montreal diffusé sur Télé-Québec, portant sur la scène musicale montréalaise indépendante,,.
Impliquée auprès de la communauté culturelle montréalaise, elle est active depuis le début de son parcours. Dès 2001, Gélinas siège pendant deux ans sur le conseil d'administration de l'organisme en art médiatique Champs libre, qui organisait des événements et manifestations d'art médiatiques au tournant des années 2000. De 2007 à 2010, elle a été membre du conseil d'administration de l'Agence TOPO, centre d'artiste en création numérique. Elle a ensuite siégé comme vice-présidente de l'Association des réalisateurs et réalisatrices du Québec (ARRQ) de 2010 à 2012, où elle a été responsable d'un comité consultatif sur l'impact du web sur la réalisation. En 2017, elle s'est impliquée auprès de la Commission numérique de Culture Montréal, dont l'objectif est de rassembler les forces vives de l'art et de la créativité numériques. Impliquée d'abord à titre de secrétaire de la Commission numérique, elle devient ensuite présidente du comité création en 2020 avec le mandat d'être à l'écoute du cœur créatif montréalais et de créer des maillages avec l'industrie.
Elle vit à Montréal « où elle s’engage dynamiquement en art numérique et dans des projets documentaires à propos de conscience écologique. ».

## Œuvres

### Poésie
- Mordre; suivi de, Parenthèse[5], Montréal, Planète rebelle, 2000, 120 p.  (ISBN 2-922528-13-8)
- L'emportement; suivi de, Plaisirs, le film[6], recueil de poèmes et essai poétique vidéo, Montréal, Planète rebelle, 2006, 104 p.  (ISBN 2-922528-58-8)

## Filmographie
- À la recherche d'Augusta, documentaire avec Jo Lechay, 1998, vidéo, 9 min, Vidéo Femmes[17] (réalisatrice)
- Fenêtre sur le centre-sud, 1998, installation documentaire vidéo interactive, Images du futur (réalisatrice)
- Uamh an Oir / Cave of gold, 1999, interactif, Edinburgh Film Workshop Trust[4] (réalisatrice)
- Parenthèse, 2000, interactif, Planète rebelle (réalisatrice)[5],[7],[18]  (ISBN 2-922528-13-8)
- Impérial, 2003, 8 min (réalisatrice, monteuse)[19]
- Autoportrait en tableaux, cdrom, 2004, interactif, Navigations technologiques (cdrom collectif), VLB[20] (réalisatrice)
- Silence on court!, 2001-2005, Office national du film, webzines (réalisatrice)
- Neighbourhood Deliveries / Un quartier à livrer, ONF, 2005, 52 min (monteuse)
- Plaisirs, 2006, 52 min, Planète rebelle (réalisatrice)[6],[21],[7] (ISBN 2-922528-58-8)
- Journal d'un danseur nomade[10], Fortier Danse-Création, 2008, 52 min (réalisatrice)
- From Montreal[16], 2012, Télé-Québec, 52 min (réalisatrice)
- Les entretiens Fab City[22], série d'entrevues sur les grandes valeurs de la Fabcity, 2021, Communautique[23] (réalisatrice)

## Prix et honneurs
- 2013 - Prix Gémeaux meilleur documentaire - culture pour From Montreal[11]
- 1998 - Festival de Video Danza de Buenos Aires[24] (Argentine) - Mention d'honneur meilleur documentaire pour le court-métrage À la recherche d'Augusta[25]
- 1996 - Festival des films du Monde, mention spéciale catégorie vidéo expérimentale pour le court-métrage de danse Extremis